# 1990 w komiksie

## Premiery
- polskie
  - Awantura
  - Binio Bill i skarb Pajutów
  - Bitwa pod Legnicą
  - Doman, tomy  Pogromca smoka, Chram na lednicy, Księżniczka Wanda
  - Dwie podróże Guliwera
  - Fan
  - Jeździec z Aquincum
  - Księga rodzaju
  - Krzysztof Kolumb - wielkie wyprawy
  - Nowe przygody Mistrza Twardowskiego
  - Spider-Man wydany przez TM-Semic
  - The Punisher wydany przez TM-Semic
  - Yans, tom Prawo Ardelii
- zagraniczne
  - Dobry omen (ang. Good Omens) powieść autorstwa Neila Gaimana i Terry'ego Pratchetta

## Konwenty, konkursy twórców komiksów
- odbywa się pierwszy Międzynarodowy Festiwal Komiksu w Łodzi

## Inne wydarzenia
- miesięcznik Fantastyka zmienia nazwę na Nowa Fantastyka